# Criptofagídeos
Criptofagídeos (Cryptophagidae)  é uma família de insectos coleópteros com representantes em todas as ecozonas. Os membros desta família (adultos e larvas) parecem se alimentar exclusivamente de fungos apesar de se encontrarem numa variedade de habitats e situações, com de madeira apodrecida, pelos e penas caídos de animais. Estes coleópteros variam entre 1 e 11 mm de comprimento, têm normalmente forma corporal oval com uma ligeira "cintura".
Cerca de 600 espécies foram já descritas e estão colocadas em cerca de 60 géneros, em 2 subfamílias.

## Subfamílias
As subfamílias são:
- Atomariinae
- Cryptophaginae

## Géneros
Os géneros são:
- Antherophagus
- Atomaria
- Coenoscelis
- Cryptophagus
- Ephistemus
- Henoticus
- Micrambe
- Ootypus
- Paramecosoma
- Renodesta[3]
- Telmatophilus